# Shardikberg
Shardikberg är ett berg i Antarktis. Det ligger i Östantarktis. Nya Zeeland gör anspråk på området. Toppen på Shardikberg är 1 959 meter över havet.
Terrängen runt Shardikberg är kuperad åt nordost, men åt sydväst är den bergig. Trakten är obefolkad. Det finns inga samhällen i närheten. 